# Gyula Seres
Gyula Seres (Budapest, 11 marzo 1912 – 7 gennaio 1975) è stato un calciatore ungherese, di ruolo centrocampista.

## Carriera

### Club
Ha sempre giocato nel campionato ungherese.

### Nazionale
Ha giocato 10 partite con la maglia della nazionale.

## Palmarès

### Club

#### Competizioni nazionali
- Campionato ungherese: 2

Újpest: 1934-1935, 1938-1939

#### Competizioni internazionali
- Coppa dell'Europa Centrale: 1

Újpest: 1939